# Uitkragende ligger

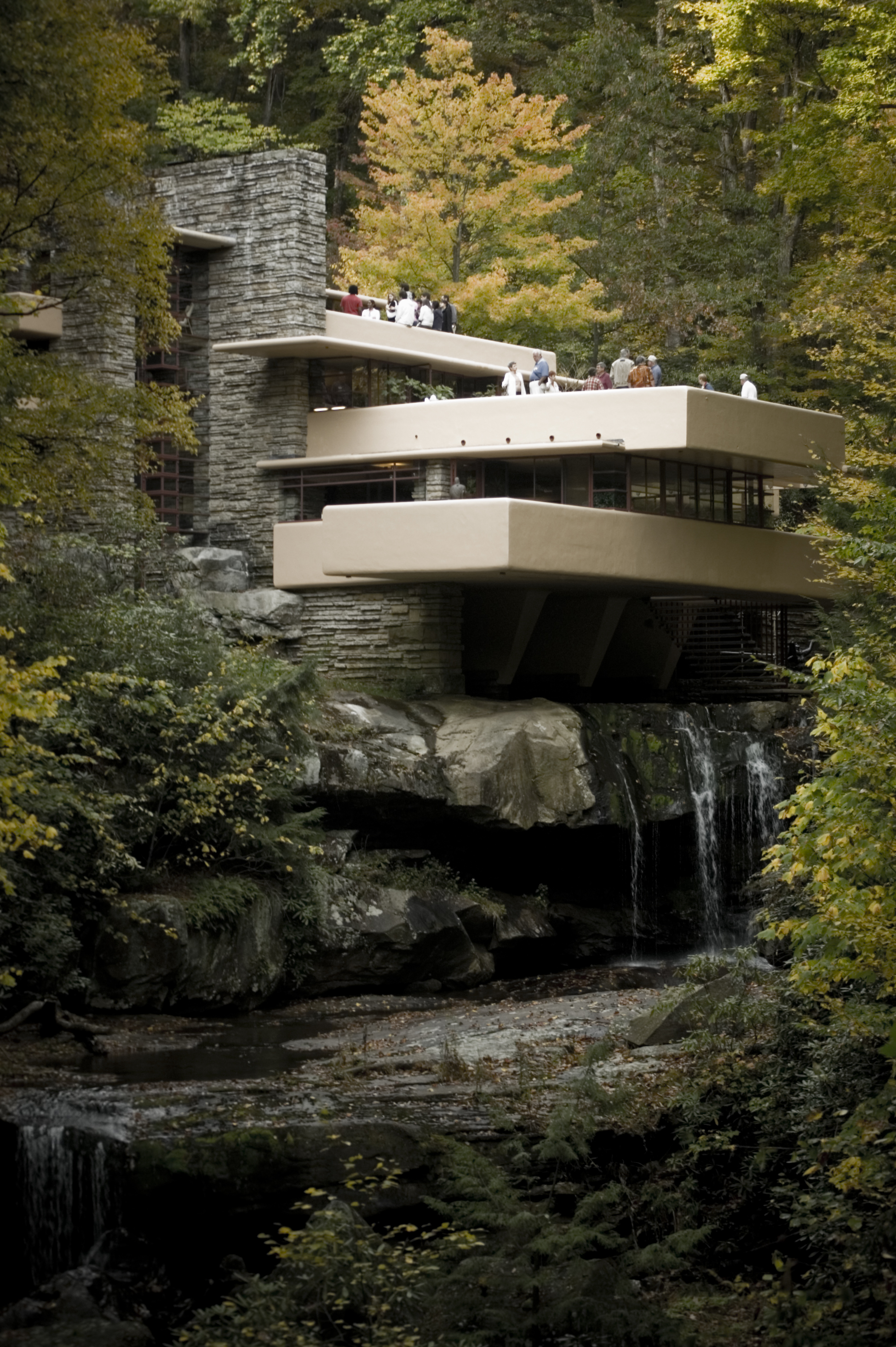
Uitkragende balkons van de Fallingwater-villa van Frank Lloyd Wright.

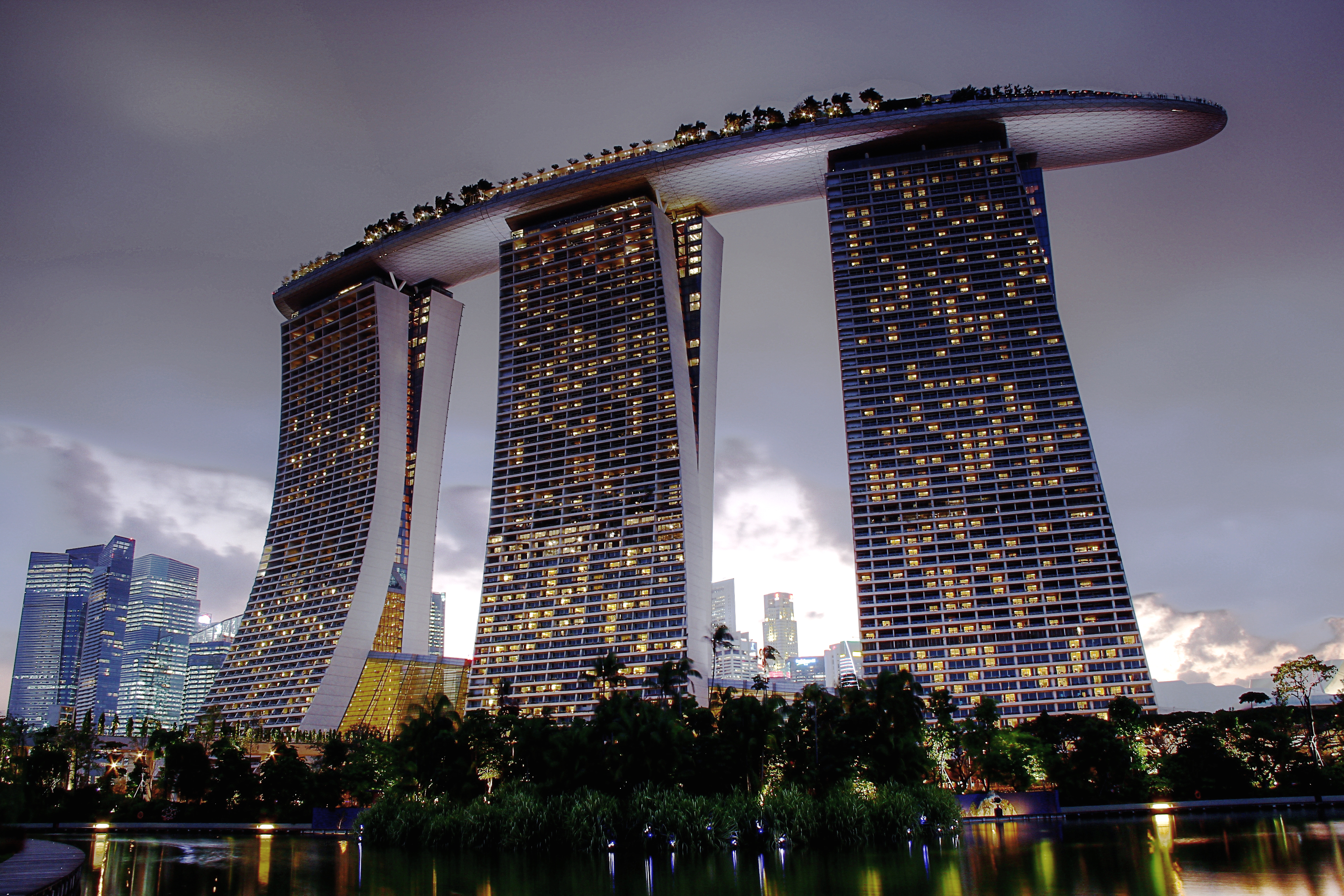
De 67 meter uitkragende cantileverconstructie van het Marina Bay Sands in Singapore wordt gebalanceerd met in het dakterras ingebouwde contragewichten.

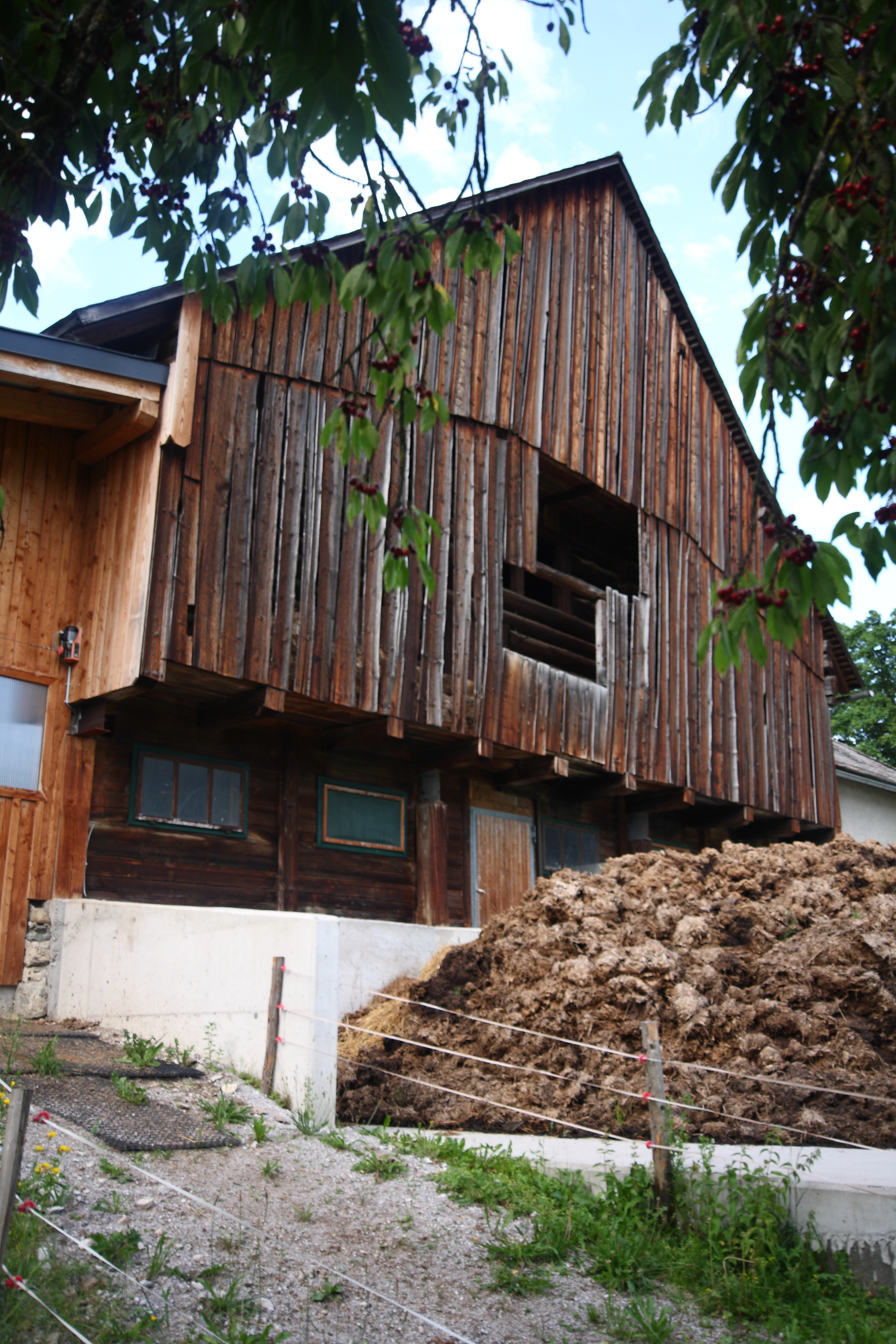
Boerenschuur met bovenverdieping op uitkragende liggers.

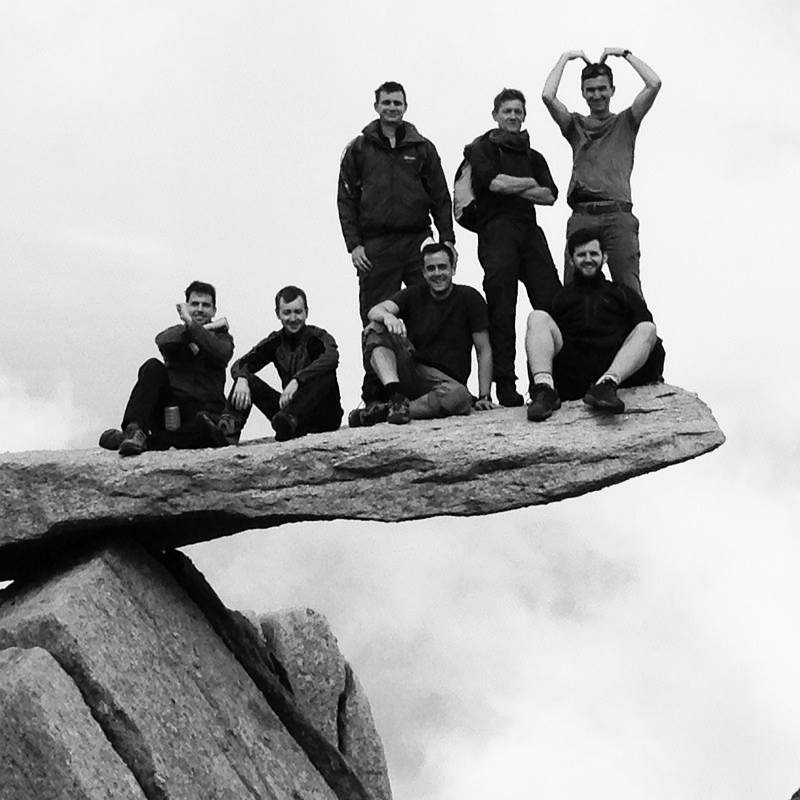
Een natuurlijk gevormde cantilever.

Een uitkragende ligger of cantilever is een balk of ligger die aan één zijde wordt ingeklemd of op twee steunpunten rust en een vrij uitstekend gedeelte heeft. De balk brengt het gewicht van de last over naar het steunpunt of de steunpunten die deze kracht opvangt door het moment en schuifspanning.
Een uitkragende balk bovenaan een constructie wordt vaak gebalanceerd met een tegengewicht.

Principe van een ingeklemde balk (boven) en een balk over twee steunpunten (onder).
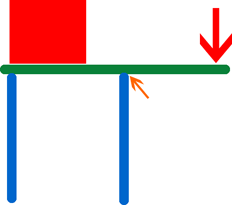
Principe van een uitkragende ligger met contragewicht.
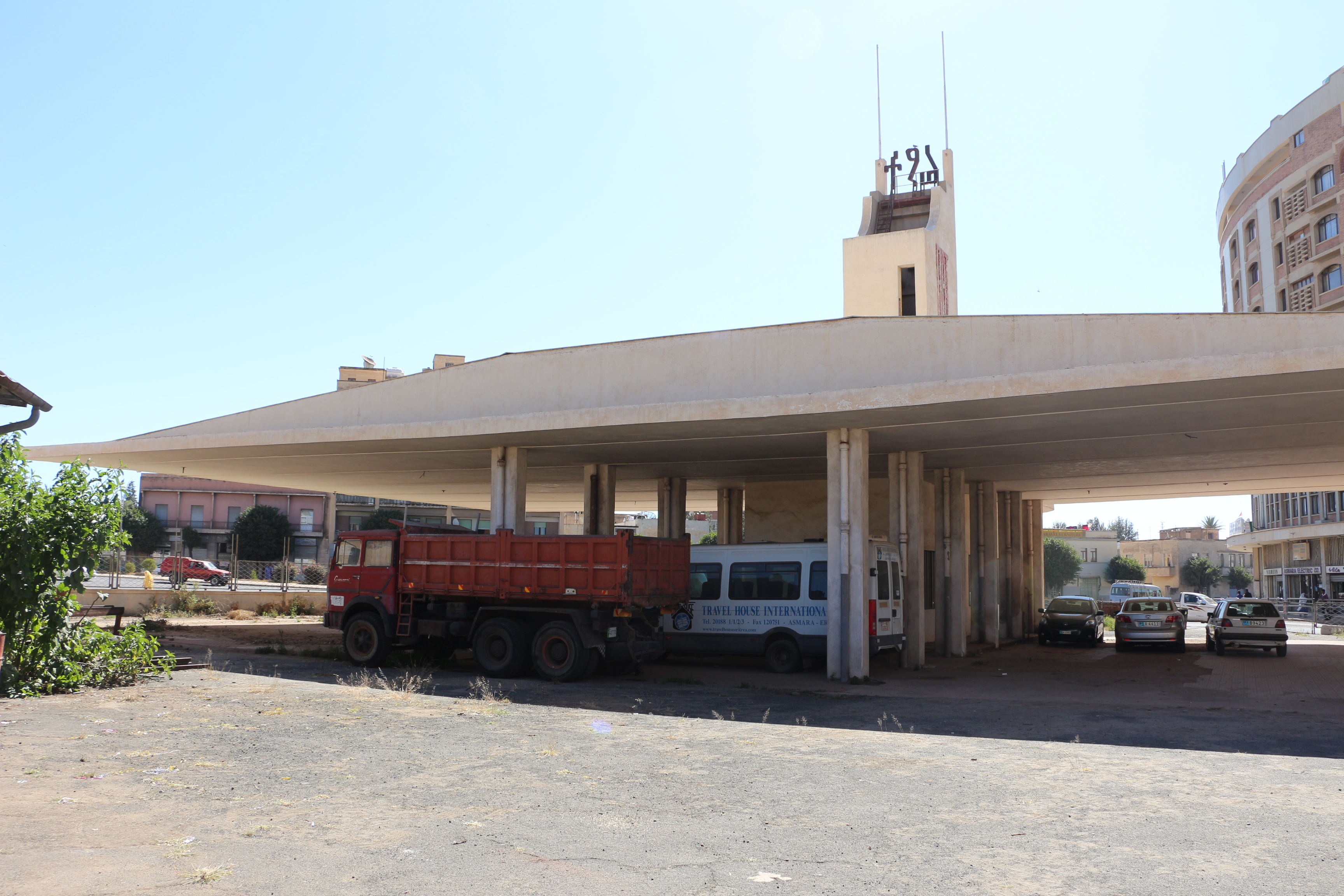
Een gespiegelde uitkraging over zes portalen met bovenligger die de momentenlijn volgt.
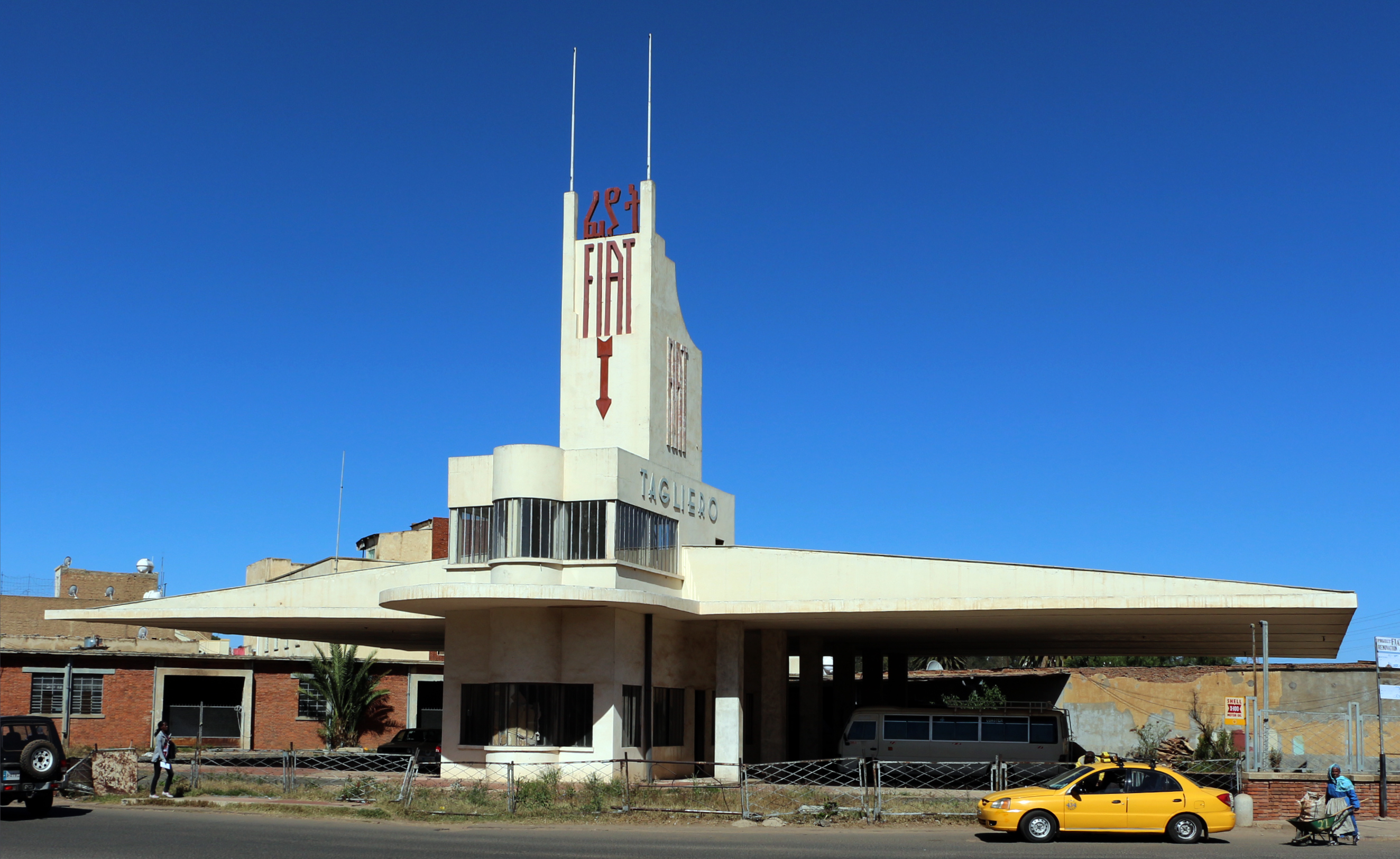
De winkel en kantoren van tankstation Fiat Tagliero stabiliseren de constructie.